# Code Geass: Dakkan no Rozé
Code Geass: Dakkan no Rozé (コードギアス 奪還のロゼ Kōdo Giasu: Dakkan no Roze?) es una serie de películas japonesas de acción, fantasía y ciencia animadas en cuatro partes de 2024 dirigida por Yoshimitsu Ohashi y escrita por Noboru Kimura a partir de una historia co-original concebida por Gorō Taniguchi e Ichirō Ōkouchi; La serie de películas de cuatro partes está basada en la franquicia Code Geass de Sunrise, quien también produjo las películas. Fue distribuida por Showgate, Rozé of the Recapture es una secuela de Code Geass: Fukkatsu no Lelouch (2019), que a su vez tiene lugar en una continuidad alternativa establecida en la película recopilatoria de tres partes: Iniciación, Transgresión y Glorificación (2017-18). Ambientado en el Imperio Neobritánico en la antigua Hokkaido, los dos hermanos mercenarios llamados Rozé (Kōhei Amasaki) y Ash (Makoto Furukawa) tienen la tarea de rescatar a la princesa de Hokkaido llamada Sakuya (Reina Ueda). Dakkan no Rozé se estrenó en 2024, con la primera película el 10 de mayo, la segunda el 7 de junio, la tercera el 5 de julio y la última el 2 de agosto.
Dakkan no Rozé se lanzó internacionalmente en Disney+ a través del centro de contenido Hulu y Star+ del servicio de transmisión en un formato de serie de televisión de 12 episodios a partir del 21 de junio de 2024.

## Sinopsis
En un Imperio Neo-Britaniano ubicado en la antigua Hokkaido, dos hermanos mercenarios llamados Ash y Rozé se embarcan en una búsqueda para rescatar a la ex princesa de Hokkaido llamada Sakuya.

## Producción
En diciembre de 2020, se anunció que se dio luz verde a un nuevo proyecto de anime para la franquicia Code Geass, con Yoshimitsu Ohashi dirigiendo la serie en Sunrise, con Noboru Kimura proporcionando el guion de una historia original de los co-creadores Gorō Taniguchi e Ichirō Ōkouchi. Takahiro Kimura codiseña los personajes con Shuichi Shimamura a partir del concepto de personaje original del grupo de artistas de manga CLAMP y música compuesta por Kenji Kawai. En diciembre de 2023, se anunció que será un proyecto cinematográfico de cuatro partes, y Kōhei Amasaki y Makoto Furukawa fueron elegidos como Rozé y Ash respectivamente. En marzo y abril de 2024, se anunciaron más miembros del elenco.